# Nyctemera maculosum
Nyctemera maculosum är en fjärilsart som beskrevs av Felder 1869. Nyctemera maculosum ingår i släktet Nyctemera och familjen björnspinnare. Inga underarter finns listade i Catalogue of Life.